# Zelena graškasta galaktika
Zelena graškasta galaktika (eng. green bean galaxy, kratica GBG, također green pea galaxy) vrsta je galaktike. Otkrivena je promatranjima ESO-vog Vrlo velikog teleskopa (Very Large Telescope, VLT), teleskopa Blizanci Jug (Gemini South) i teleskopa Kanada-Francuska-Havaji (Canada-France-Hawaii Telescope, CFHT). Dobila je nadimak zbog neuobičajene pojave. Sjaje intenzivnim svjetlom emitiranim iz okružja divovskih crnih rupa i među najrjeđim su objektima u svemiru. Kod ove vrste galaktike sve sjaji, ne samo središte. Sjaje neobičnim zelenim sjajem.
 Za ovu vrlo rijetku vrstu astronomskih objekata smatra se da su kvazarska ionizacijska jeka. Radi se o novoj galaktici NGC 6861, izvorno otkrivenoj 1826., za koju se smatra da je izvorno bila spiralna koja je prešla u lećastu. Svojstva su joj uspjeli otkriti tek u današnjici. Novi je objekt dobio oznaku  J224024.1−092748 (skraćeno J2240).